# صالح رأفت
صالح رأفت سعيد صالح (30 أكتوبر 1945 – ) ولد في عرابة وهو عضو اللجنة التنفيذية في منظمة التحرير الفلسطينية، ورئيس الدائرة العسكرية والأمنية فيها.

## سيرته
أنهى الثانوية في كلية النجاح الوطنية بنابلس 1964 وأتم دراسته الجامعية بالجزائر وحازَ على شهادة الماجستير في الدراسات العربية بجامعة القدس أبو ديس عام 2014. نشط في الاتحادات الطلابية وحركة القوميين العرب وكان من المؤسسين للجبهة الدمقراطية لتحرير فلسطين في العام 1969 تلقى تدريبًا عسكريا في الجيش الجزائري والجيش العراقي في الستينات. مثل الجبهة الديمقراطية لتحرير فلسطين في المجلس الوطني الفلسطيني.

## مناصبه
شغل مناصب عدة أهمها: 
- عضو في قيادة حركة القومين العرب عام 1962ومسؤولاً عن منظمتها الطلابية.
- مسؤول الحركة في الجزائر ما بين فترة 1964-1967.
- عضو مساهم في تأسيس الجبهة الشعبية لتحرير فلسطين في العام 1967.
- أمين سر الجبهة الديمقراطية لتحرير فلسطين عام 1969.
- عضو في المجلس الوطني الفلسطيني منذ عام 1969.
- عضواً في اللجنة التنفيذية لمنظمة التحرير الفلسطينية ممثلاً للجبهة الديمقراطية عام 1971.
- ساهم في تأسيس الإتحاد الديمقراطي الفلسطيني "فدا" عام 1990.
- عضواً في اللجنة التنفيذية كممثل لـ "فدا" عام 2003.
- عُين أميناً عاماً لـ "فدا" عام 2019.
- رئيس الدائرة العسكرية والأمنية في منظمة التحرير الفلسطينية.